# ویرجیل گومیس
ویرجیل گومیس (انگلیسی: Virgil Gomis؛ زادهٔ ۱۶ آوریل ۱۹۹۹) بازیکن فوتبال اهل فرانسه است.
از باشگاه‌هایی که در آن بازی کرده‌است می‌توان به باشگاه فوتبال ناتینگهام فارست اشاره کرد.